# Futterschneider

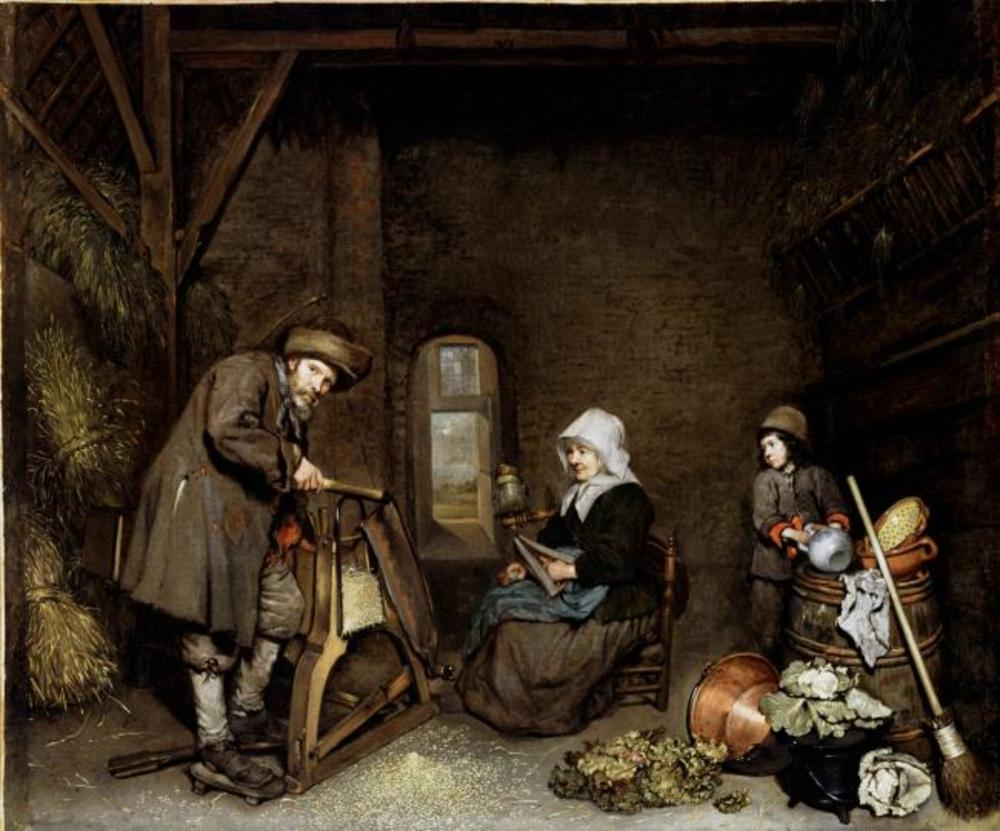
Strohschneider mit Frau und Kind, Caspar Netscher 1659

Futterschneider, auch Stroh- oder Häckselschneider, ist eine historische Berufsbezeichnung für einen Landarbeiter, der sich auf das Zerkleinern von Viehfutter spezialisiert hat.
Die Arbeiter waren oftmals Tagelöhner, die mit einer eigenen Schneide- oder Häckselbank von Hof zu Hof zogen und ihre temporäre Arbeit anboten.